# Вербозілля крапчасте
Вербозілля крапчасте (Lysimachia punctata) — вид рослин родини первоцвітові (Primulaceae), природно поширений у Європі, натуралізований у Канаді й США.

## Опис
Багаторічна трава 30–100 см заввишки. Кореневище має від коротких пагонів до майже без пагонів. Стебло від цілком прямостійних від основи, нерозгалужені, верхня частина тонкошерста, від лаймово-зеленого до червонувато-коричневого забарвлення, часто поцятковані. Листки протилежні або в кільці, досить довго-черешкові. Листові від яйцюватих до еліптичних, досить круглокінцеві, з цілими полями, темно-плямисті, нижня частина дрібно-волосата.
Суцвіття — нещільна кінцева складна китиця; квітки самотні або в парах. Віночок колесоподібний, жовтий, 12–20 мм шириною, короткотрубковий, 5-пелюстковий; пелюстки зі звуженими кінчиками, поля залозисто-волохаті. Чашолистки вузькі, повністю зелені або червоні. Тичинок 5. Плід — сферична, 5-клапанна, довша за чашечку, 4 мм завдовжки коробочка.

## Поширення
Поширений у Європі (Албанія, Австрія, Болгарія, Чехія, Словаччина, Греція, Угорщина, Італія, Польща, Румунія, Південно-Європейська Росія, європейська Туреччина, Україна, колишня Югославія); натуралізований: Канада, США, Ірландія, Норвегія, Швеція, Німеччина, Франція.
В Україні вид зростає на вологих луках, на узліссях, берегах річок — у Закарпатті звичайний; на Правобережжі Дніпра, зрідка (в парках Хмельницької, Вінницької й Київської областей).

## Галерея

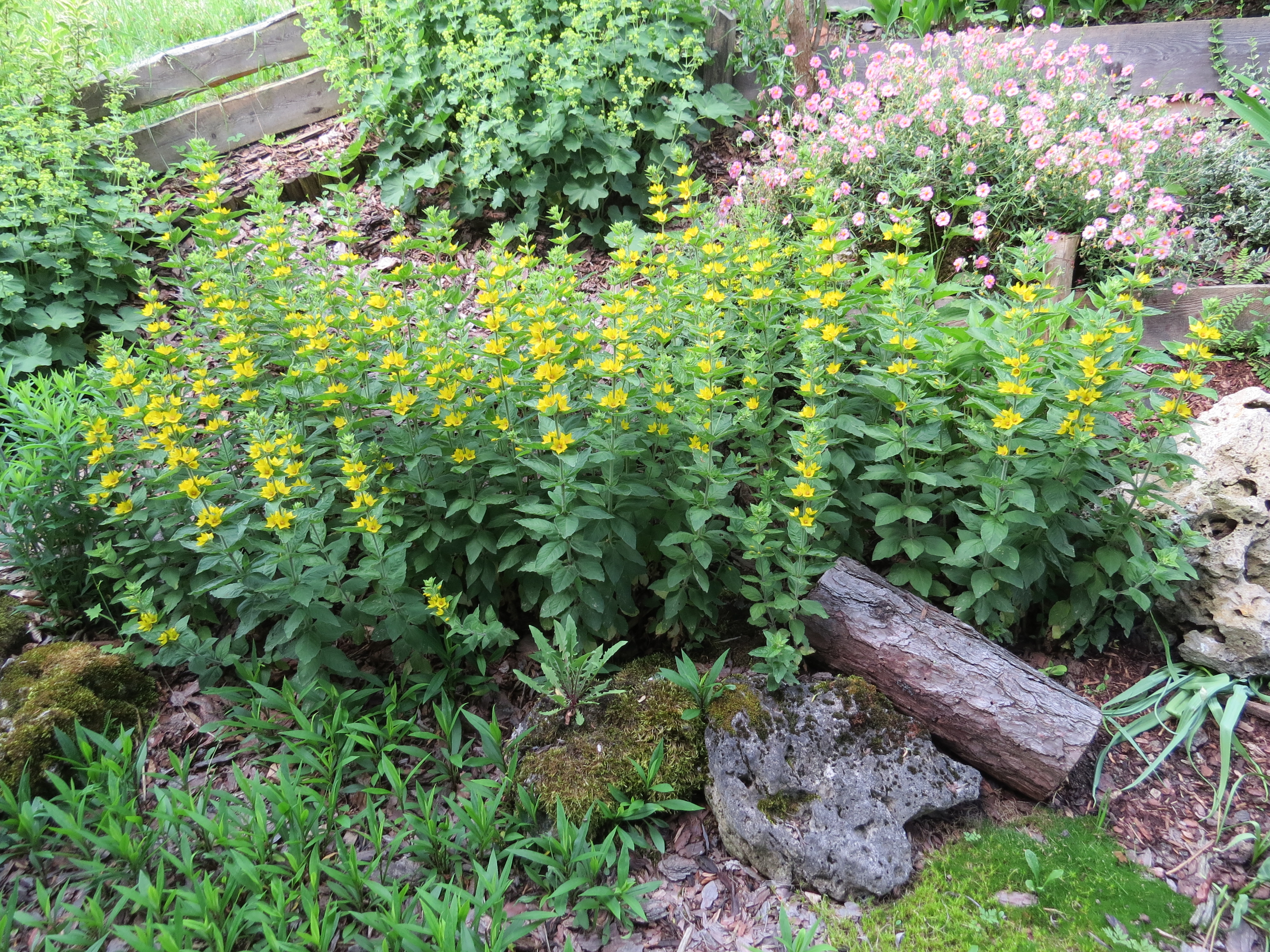
загальний вигляд
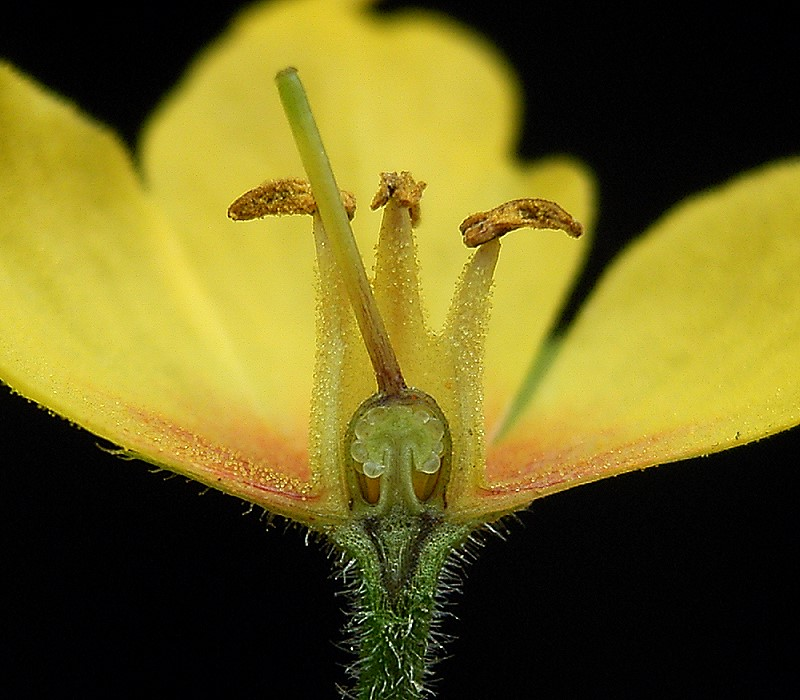
квітка у розрізі
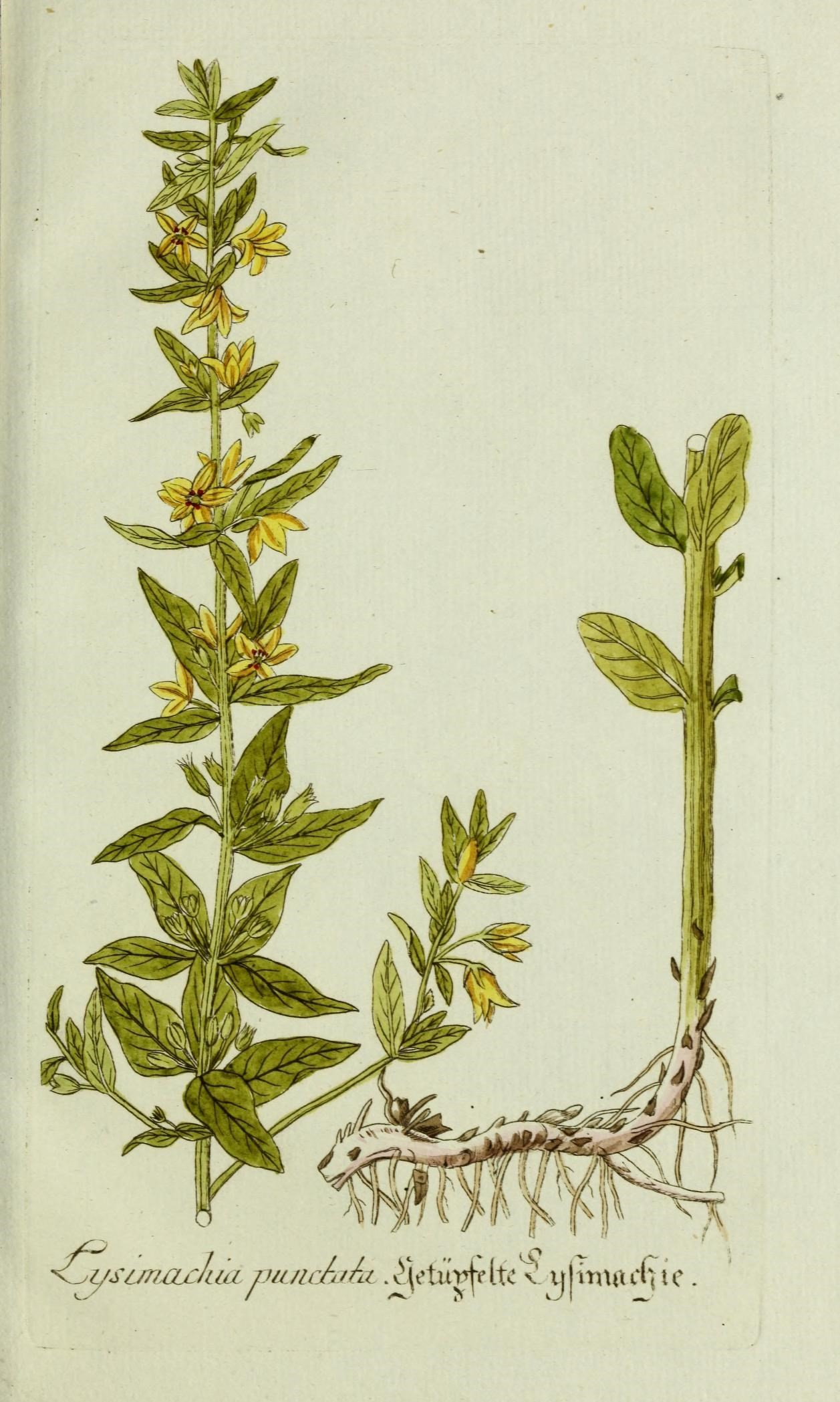
ілюстрація